# ルノーコリア自動車

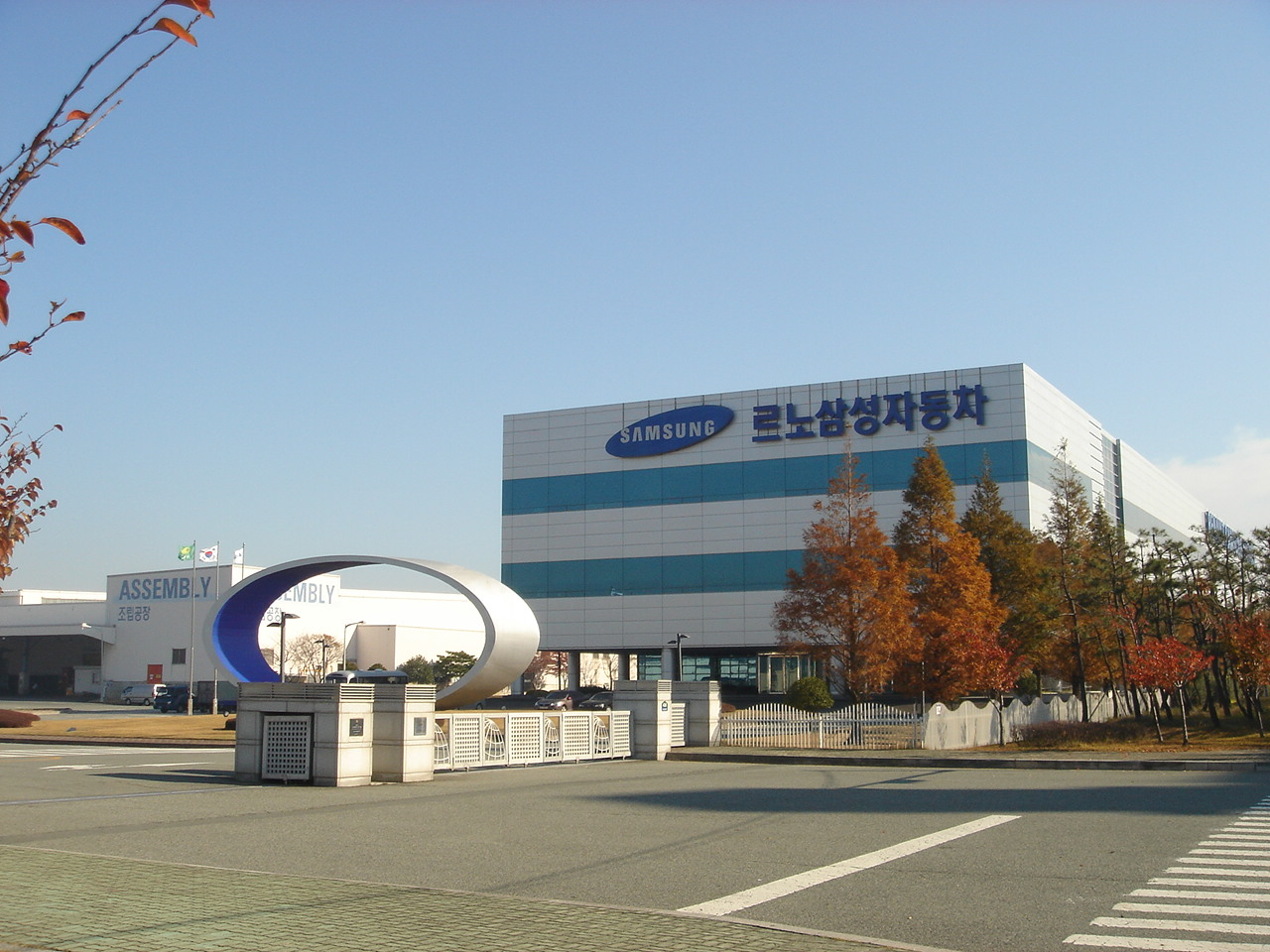
ルノーコリア釜山工場（画像はルノーサムスン自動車時代のもの）

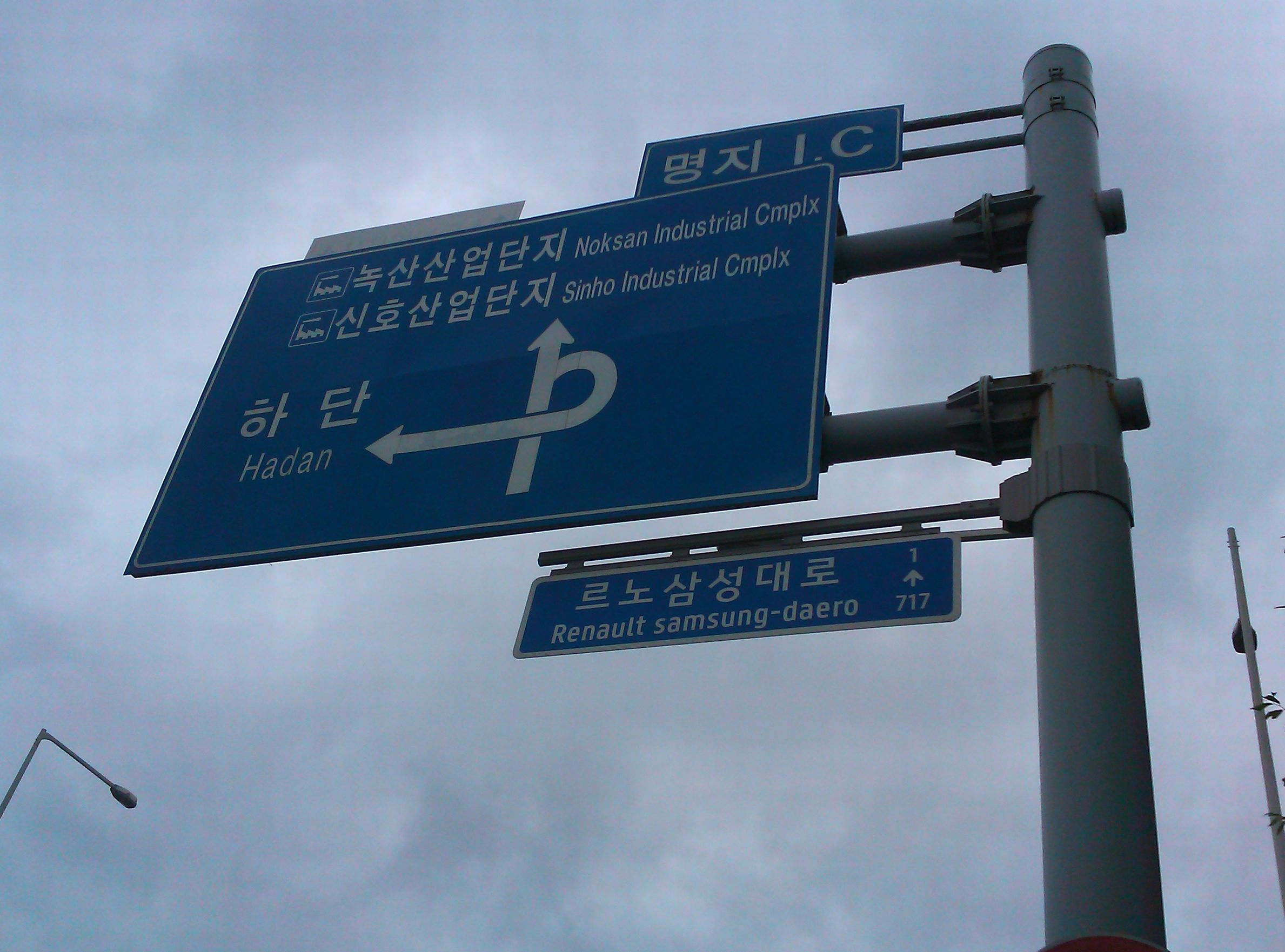
ルノーサムスン大路を示す標識

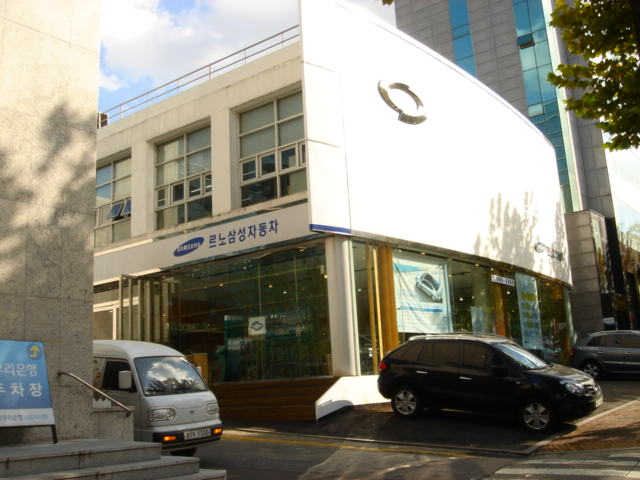
ルノーサムスン時代のディーラーの例（-2015年、瑞草区）

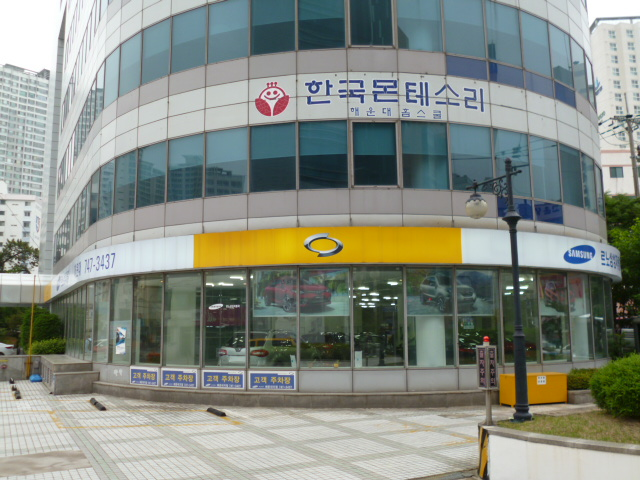
ルノーサムスン時代のディーラーの例（2015年-、海雲台区）

ルノーコリア（ルノーコリア、朝: 르노코리아、英: Renault Korea、略称、RK）は、フランス・ルノー傘下の韓国の自動車メーカー。ソウル特別市衿川区に本社を置く。旧社名はルノーサムスン自動車（RSM、2000-2022）、ルノーコリア自動車（RKM、2022-2024）。
釜山広域市江西区の昌原国家産業団地内に製造工場（敷地面積約165.000m2）とR&Dセンター、ならびにギャラリーをもち、その周辺にはルノーサムスン大路（Renault Samsung-daero、르노삼성대로、르노三星大路）と名付けられた幹線道路が通っている。また、京畿道に研究所とルノーデザインアジアスタジオを有する。後述の商標使用許諾契約によりサムスンの名称がついていたが、2022年3月の社名変更により、完全にルノーグループの一員に加わった。
CIマーク（通称、ダイナモエンブレム）は、台風の目を形象化したものであり、「顧客中心の経営方針を確固たるものにする」「先んじた考えの下でのクルマ造り」という原動力を表現したものである。また、上下左右対称のデザインは「信頼性の追求」を示し、カラーは「プレミアムイメージの主張」である。CIマークはサムスン自動車設立当初より採用されていたが（その当時のカラーは青も使用されていた）、ルノーコリアに社名変更後はダイナモエンブレムの基本を踏襲しつつ、親会社ルノーの最新CI（ロザンジュ）と融合されたようなデザインとされている。
2015年下半期からは、ルノーのビジュアルカラーであるイエローを各ディーラーの看板の一部に採採用し、ルノーファミリーの一員であることを強調している。また、2016年からは公式サイトにもイエローが採用され、さらに翌2017年からは社内に「ルノーコリア事業部」が設けられたことにより、トゥイジーの導入を皮切りに、ルノー車の販売も始まった。
ルノーサムスンのハングルでの発音は、「ルノサムソン」が近く、「ルノーサムスン」では通じにくいこともあった。また、ルノーサムスンはドメスティックブランドであり、初期に行われていた自ブランドでの「SQ5」の輸出（後述を参照）と2020年に行われたXM3の少量輸出を除き、韓国以外では使われなかった。
2022年3月、後述する商標使用許諾契約解除後の猶予期間満了（2022年8月）を前に社名を「ルノーコリア自動車」に変更。
2024年4月3日、社名を「ルノーコリア自動車」から「ルノーコリア」に変更。併せて、社章が長年親しまれてきたダイナモエンブレムからルノーグループのシンボルマークである「ロザンジュ」に変わった。

## 経営方針（経営理念）
RIGHT（＝正しい）というキーワードを掲げ、全員一丸となって仕事に取り組んでいる。
「Reliable（＝信頼できる）」
「Idential（＝同一の→一定品質）」
「Genuine（＝本物の）」
「Honest（＝正直な）」
「Transparent（＝ありのままの）」

## 歴史

### 三星自動車発足までの経緯〜経営破綻
三星グループの自動車業界への進出計画は以前からあったが、長年にわたり自動車産業への参入を時々の政権に阻害され続けてきた。
しかし、当時会長であった李健煕の強い意志のもと、1990年代より計画実現が徐々に現実味を帯びていくこととなり、当時の大統領である金泳三の支持基盤である釜山を工場建設地に指定し、1994年末に日本の日産自動車からの技術導入による自動車産業への参入を申請した。
政府内部では自動車産業の過剰投資を憂慮する反対論が根強かったが、既存の政府主導による産業政策から産業自由化政策へ転換すべきとの自由化論が優勢となり、三星は自動車産業参入の認可を手に入れた。
1997年末の通貨危機を経て、1998年3月から同社初の乗用車であるSM5の生産が始まり、同年に約4万台が生産されるも、アジア通貨危機で内需と輸出が激減し1998年末には大宇電子との事業交換で合意し、その後の6か月は操業中断状態にあった。そして2000年、三星自動車は会社設立から約6年、操業から1年4か月で経営破綻した。

### ルノー＝日産アライアンス[3]とルノーサムスンの誕生
一方、三星自動車の技術導入元である日産自動車は、1990年代後半にデザインや商品戦略などの相次ぐ失敗で販売不振が深刻化し、経営危機が囁かれるようになった1999年3月にフランスのルノーと企業同盟を結び資本提携した。すなわち、「ルノー＝日産アライアンス（のちに三菱自動車も加えてルノー・日産・三菱アライアンスに改称）」である。その後のアジア経済危機により三星自動車も上述のような形で経営破綻し、ルノーが株式の80.1%を取得して筆頭株主となった（残りの19.9%は三星グループのサムスンカードが2021年8月まで保有）。
ルノーから引き受けを拒否された商用車部門（=サムスン商用車。工場は大邱広域市達西区にあった）が大邱地方裁判所から破産宣告を受けて事実上倒産し、撤退すると同時にルノーグループとサムスングループの間で合弁契約とサムスンブランドの商標使用許諾契約を締結したことでルノーの傘下となり、社名を「ルノーサムスン自動車」に変更、さらに2022年3月には「ルノーコリア自動車」に変更して現在に至る。このアライアンスによってすべてのルノーサムスン車には（エンジンやプラットフォーム、4WDシステムなど）日産自動車の技術が多用されてはいるものの、実は日産とルノーサムスンの間に直接の資本関係はない。
なお、ルノー傘下に入った後も当面は日産車のバッジエンジニアリング車を作り続けていたが、QM5以後の新車種はルノーと日産との共同開発としている。

### 合弁契約と商標使用許諾契約
2000年、ルノーグループとサムスングループの間で合弁契約とサムスンブランドの商標使用許諾契約を締結したことで「ルノーサムスン自動車」に社名変更し、ルノーの傘下となったが、その理由はルノーグループにとっては「サムスンという絶大なブランド力を生かし、韓国市場で高いブランドイメージを維持できるから」であり、三星グループにとっては「ルノーサムスンと自動車用電子部品分野で開発や生産などにおける協力関係を拡大していくことができるから」という双方にとってプラスとなる要素が合致したためである。
この契約は本来、2010年まであったが、国内生産ならびに2006年から本格的に開始した輸出とも非常に好調であったことと、サムスンとルノーサムスン双方のブランド力堅持のため、2009年6月には契約期間を2020年8月まで延長させ、その後、2020年8月4日に契約を解除した。
但し、契約解除後も猶予期間が2年間ある為、即座にブランド名からサムスンを外すわけではなく、ルノーサムスンの商標は少なくとも2022年8月までは使用可能である。
なお、ルノーサムスン時代は最終利益が発生した場合、売上高の0.8%を商標使用料(ロイヤリティ)として三星グループに支払う契約となっていた。

### ダイナモエンブレムの消滅
2024年4月3日、社名を「ルノーコリア自動車」から「ルノーコリア」に変更するとともに、三星自動車時代から長年親しまれてきたダイナモエンブレムに別れを告げ、ルノーグループのシンボルである「ロザンジュ」を社章とした上で再出発をした。これに伴い、すべての車種が「ルノー〇〇」を名乗ることとなった。

### 海外への輸出

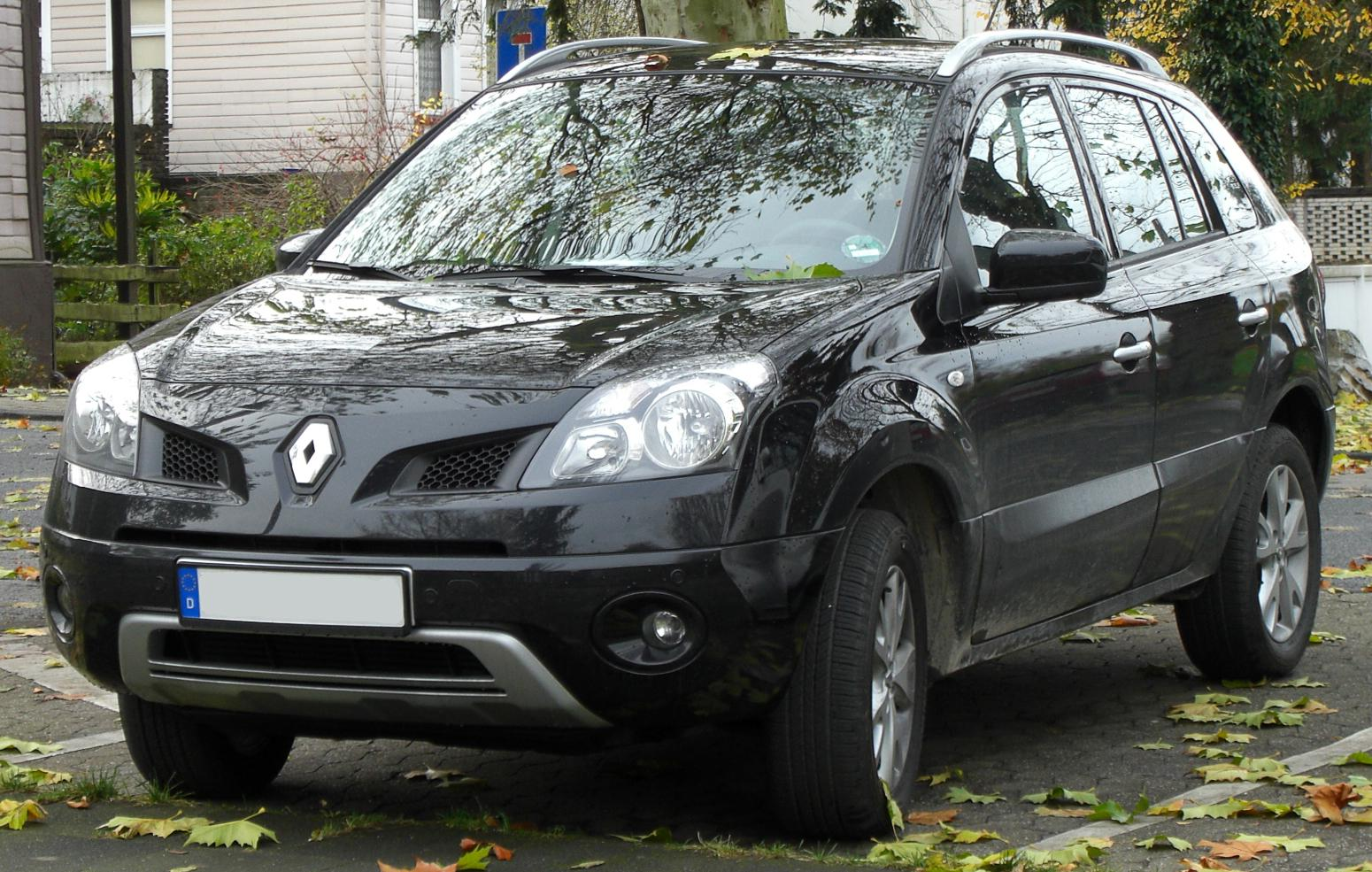
QM5の輸出仕様であるルノー・コレオス

従来、ルノーサムスンブランドの車種は主に国内向けに出荷されており、海外へはチリなどごく一部の国・地域にSM5を「SQ5」の名で輸出するに留まっていた。
しかし、2代目社長であるジャン・マリー・ウェルティジェがCEO就任後はカルロス・ゴーンの指示の下、ルノー・日産グループはルノーサムスンで製造した車種を日産およびルノーブランドにリバッジして輸出を拡大する方針を採ることにし、まず2006年からSM3が日産ブランドの「アルメーラクラシック」として輸出開始された。
続いて、ルノー/日産と共同開発したSUV・ルノー・コレオスの製造が全量ルノーサムスンで行われることになり（国内向けはルノーサムスン・QM5）、2008年から2010年までは2代目SM5がルノー・サフランとしても輸出された。また、2010年からはSM3 CEがルノー・スカラとして、3代目SM5がルノー・ラティテュード/3代目サフランとして輸出が開始されている。
近年はエンジンやトランスミッションを日本からの輸入に頼りすぎたことによる（他社ライバルと比較しての価格高騰が原因の）赤字体質に悩まされており、そこからの脱却を図るべく2012年上半期に発表された「RSM 2012 リバイバルプラン」に応える形で、ルノー＝日産アライアンスが1億6.000万ドルの出資をするとともに、工場の稼働率と生産能力の増強を図るべく、日本の日産自動車九州で生産されているクロスオーバーSUV「ローグ」の次世代型を北米日産スマーナ工場に加え、2014年より年間8万台規模で釜山工場にも移管生産することを発表し、2014年9月より生産を開始し、同月下旬に北米へ向けて輸出した（同社にとっては初の北米市場への輸出である）。
また、車両としての輸出ではないが、ルノー＝日産アライアンスとルノーサムスンの部品供給網を活かし、日産の商用車「NV350キャラバン」（「いすゞ・コモ」「三菱ふそう・キャンターバン」含む）のドアミラー部品や内装部品など200余の部品をサプライヤーを通じて日産車体九州に供給している。

### 沿革

#### 三星（サムスン）自動車時代
- 1987年 12月、李健煕が自動車事業進出を提案。
- 1994年 4月、日本の日産自動車と技術提携契約書に調印。同社の技術支援を受ることとなる。
- 1994年 12月、商工資源部（のちの産業通商資源部、日本の通商産業省→経済産業省に相当）から自動車事業への参入が正式に認められ、三星自動車が発足。
- 1998年 3月、同社初の中型乗用車「サムスン・SM5」を発売開始。
- 1999年 3月に経営不振に陥った日産自動車がルノーと資本提携をしてルノー傘下に入る。
- 1999年 6月30日、累積赤字により、法廷管理（日本の会社更生法の適用に相当）を申請。
- 2000年 上述のことに加え、アジア経済危機の影響で経営破綻を余儀なくされる。

#### ルノーサムスン自動車時代
- 2000年 7月、ルノーサムスン自動車設立。初代社長にはルノーから転籍したジェロム・ストールが就任。
- 2000年 9月、三星自動車資産買収。
- 2002年 ルノー三星文化館（のちにルノー三星ギャラリーに改名）がオープン。
- 2002年9月2日、初の準中型車「SM3」を発売開始。
- 2004年12月、 初の準大型車「SM7」を発売開始。
- 2006年 4月、ストールに代わりジャン・マリー・ウェルティジェ（：Jean Marie Hurtiger）がCEOに就任[注釈 3]。日産車がベースであるSM3が日産のバッジを付けて日産ブランドで海外に輸出され始める。
- 2007年 12月、初めて「ルノー・日産アライアンス」に基づいて開発された同社初の4WDであり、同時に同社初のクロスオーバーSUVでもある「QM5」を発売。
- 2008年 9月、累計生産台数が100万台を突破。
- 2009年 5月22日、韓国の自動車メーカーとして初めてモーターだけで走る電気自動車を2011年10月から量産化する計画を発表[10]
- 2009年 6月25日、2000年に締結した合弁契約と商標使用許諾契約を10年延長することで合意。
- 2010年 3月、ウェルティジェ自らが「ルノーサムスンはルノー・日産グループのアジアにおけるハブであり輸出前進基地」と述べた上で、「生産ラインを拡大し、SM3よりもコンパクトな車種（準小型車もしくは軽車）の開発準備をしている」ことを示唆[11]。
- 2010年 4月、韓国日産の初代社長を務めたグレッグ・フィリップスがマーケティングセールス担当副社長に就任（しかし翌年、クライスラーコリア社長となったため退職。現在はフレデリック・アルトが同ポジションを務める）。
- 2010年 10月4日、親会社ルノーの韓国F1GP参戦におけるPRのため、光化門前の通りを封鎖し、マシンを時速300km/hでデモ走行させた。
- 2010年 12月8日、年間輸出台数10万台を初めて突破[12][13]。記念すべき10万台目はルノー・ラティテュードだった。
- 2011年 5月25日、輸出台数累計40万台を突破。記念すべき40万台目は2010年の年間輸出累計10万台突破時同様、ラティテュード。
- 2011年 7月、公式サイトを一新。
- 2011年 9月1日、CEOがウェルティジェからフランソワ・プロボ（:François Provost）に交代[14][15]。尚、2014年現在、ウェルティジェはルノーから離れ、母校でもある国立土木学校の副校長である。
- 2012年 7月20日、「RSM 2012　リバイバルプラン」の一環として「日産ローグ」の次期型を2014年より年間8万台規模で釜山工場で生産することを発表。
- 2013年 4月18日、デザインセンターをルノーグループにおけるアジア地域のデザイン作業を統括管理する「ルノーデザインアジア」へ格上げ[16]。
- 2013年 6月13日、韓国東西発電との協業で自動車製造工場としては世界最大規模となる太陽光発電ステーション「釜山新湖太陽光発電所」を釜山工場内に竣工。設備容量は20万メガワットである[17]。
- 2013年 10月2日、累計生産台数が200万台を突破[18]。
- 2013年 11月5日、ルノー＝日産アライアンスと三菱自動車工業が生産・技術・生産を共用するプロジェクトに合意。ルノーサムスンもアメリカ・カナダ市場向けの三菱ブランドのDセグメントセダンの生産を任される予定、と発表された[19][20]（しかしその後、2015年2月に白紙撤回された[21]。）
- 2013年 12月11日、6年ぶりの新規投入となる小型クロスオーバーSUV「QM3」をプレス向けに発表。同月28日に正式発表・公式サイトへの本掲載を開始。
- 2014年4月21日、2009年10月28日から2013年5月2日まで製造されたL43型SM5（計161,700台）が走行中にエンジンが止まる恐れがあるとしてリコールを発表[22]。社史最大規模のリコール台数である。
- 2014年8月29日、ソウル特別市との協力で、韓国初の電気自動車タクシーとしてSM3 Z.E.を10台ソウル市内のタクシー事業者に無償貸与した[23][注釈 4]。
- 2014年9月26日、釜山工場製の日産ローグを北米に向けて輸出開始[24]。
- 2016年1月13日、QM3以来となる新型車「SM6」を発表。
- 2016年2月、公式サイトを一新。親会社ルノーのイメージカラーであるイエローを採り入れたデザインとなった。
- 2016年3月13日、CEOがプロボから、社史初の韓国人であるパク・ドンフン（：Park Dong-hoon、박동훈、朴東勲）に交代[25][26][注釈 5]。
- 2016年9月2日、新型SUV「QM6」を発表。
- 2017年10月、CEOがパクからドミニク・シニョラに交代。
- 2018年5月、ハッチバックのクリオ（日本名：ルーテシア）をルノーブランドのまま、発表。
- 2018年10月、商用車のマスターをルノーブランドのまま、販売開始。
- 2018年11月27日、釜山工場における日産ローグの累計生産台数が50万台を突破。
- 2018年12月1日、当初の計画通り、契約期間満期となる2019年9月で日産ローグの委託生産を終了することを発表。契約期間が延長されなかったことについては、カルロス・ゴーンの逮捕劇も要因の一つとされる[27]。
- 2019年12月、SM7、SM5、SM3、QM3の4車種を販売終了。
- 2020年3月、新型車「XM3」を発表。
- 2020年5月13日、新型車「ルノー・キャプチャー」を発表。従来販売していたQM3の後継にあたる。
- 2020年8月、サムスン社との商標使用許諾契約を解除。新型車「ルノー・ゾエ」を発表。アジア圏では初の販売となる。
- 2021年8月、サムスンカードが保有しているルノーサムスン自動車の持株19.9%をすべて売却する方針を決定[28]。

#### ルノーコリア自動車時代
- 2022年3月、CEOがシニョラからステファン・デブレイスに交代。社名を「ルノーコリア自動車」に変更。
- 2022年5月10日、1月にルノーが吉利汽車と共同でハイブリッドカーを開発、釜山工場で製造することを発表した流れで、ルノーコリアの株式の34％を吉利汽車に2640億ウォン（約2億700万ドル）で売却することを発表した[29]。尚、吉利は製品の輸出と技術支援が目的であるため、原則、ルノーグループの経営には介入しない。

#### ルノーコリア時代
- 2024年4月3日、社名を「ルノーコリア自動車」から「ルノーコリア」に変更。CEOには引き続きステファン・デブレイスが就く。この社名変更をデブレイスは「ルノー本来のDNAに立ち返るため」だと説明。同時に、今後は毎年1車種以上の新型車を韓国国内で発表すると公言した。

### ストライキ
2012年8月10日、極度の業績不振に対応すべく、会社設立以来初めて希望退職者を募集。対象人数は技術職約1,000人を除いた約4,500人としている。
しかし、2011年8月に結成された労働組合がこの募集に猛反発し、13日にストライキに突入することを発表。労働組合側はこの日、午後2時45分から午後4時45分まで釜山工場で昼夜勤がそれぞれ1時間ずつストライキに突入した。
以降、断続的にストライキが発生すると、ルノー本社がストライキを問題視。2019年2月7日までに、労組側に釜山工場の生産規模縮小を警告討していることが報道された。具体的には、同年9月に委託生産契約が期限を迎える日産・ローグの生産を他国へ移管するものと考えられている。
2019年3月26日、日産自動車はルノーサムスンのストライキにより供給が不安定になっているとして、ローグの生産割り当てを10万台（見込み）から6万台へ減らすことを通告した。この時点で、労働組合側は基本給の引き上げなどを要求して、過去6カ月間に52回、延べ210時間にわたるストライキを実施していた。
2021年2月9日、ルノーグループのモゾス副会長（製造・供給担当）は、「生産性を向上するという約束を信じて最高経営陣を説得、ルノー・アルカナの欧州向け車両を釜山工場で生産することに決めたが、2020年末基準でその約束は履行されていない」としてルノーサムスンを批判。今後もストが発生する場合には、韓国からの撤退もあり得るという警告をしたものと受け止められた。ルノー側の評価では、スペイン工場と比較して釜山工場の製造原価は2倍に達していた。

## 車種一覧
2025年7月現在。

### 現行生産/販売車種

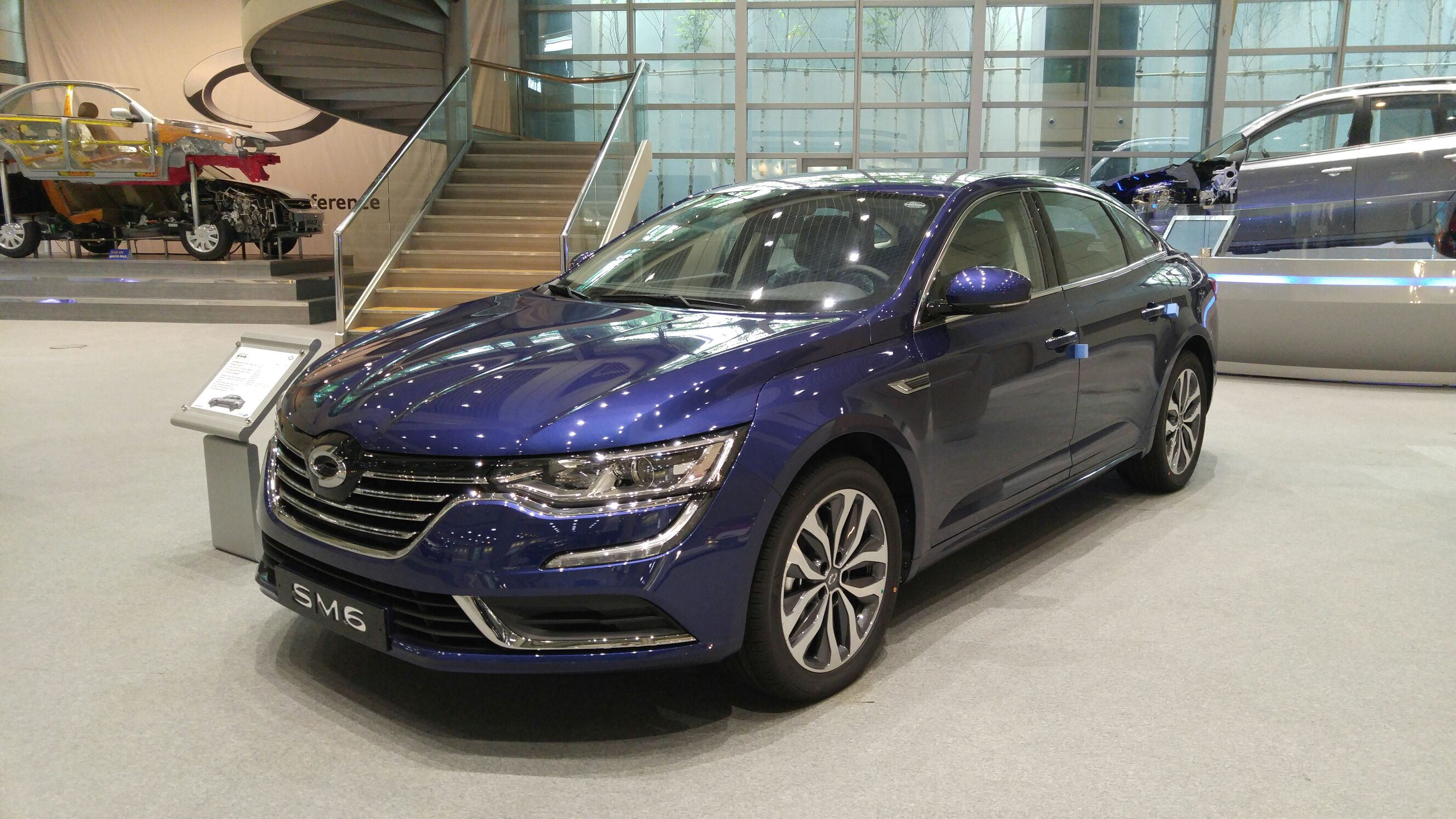
SM6

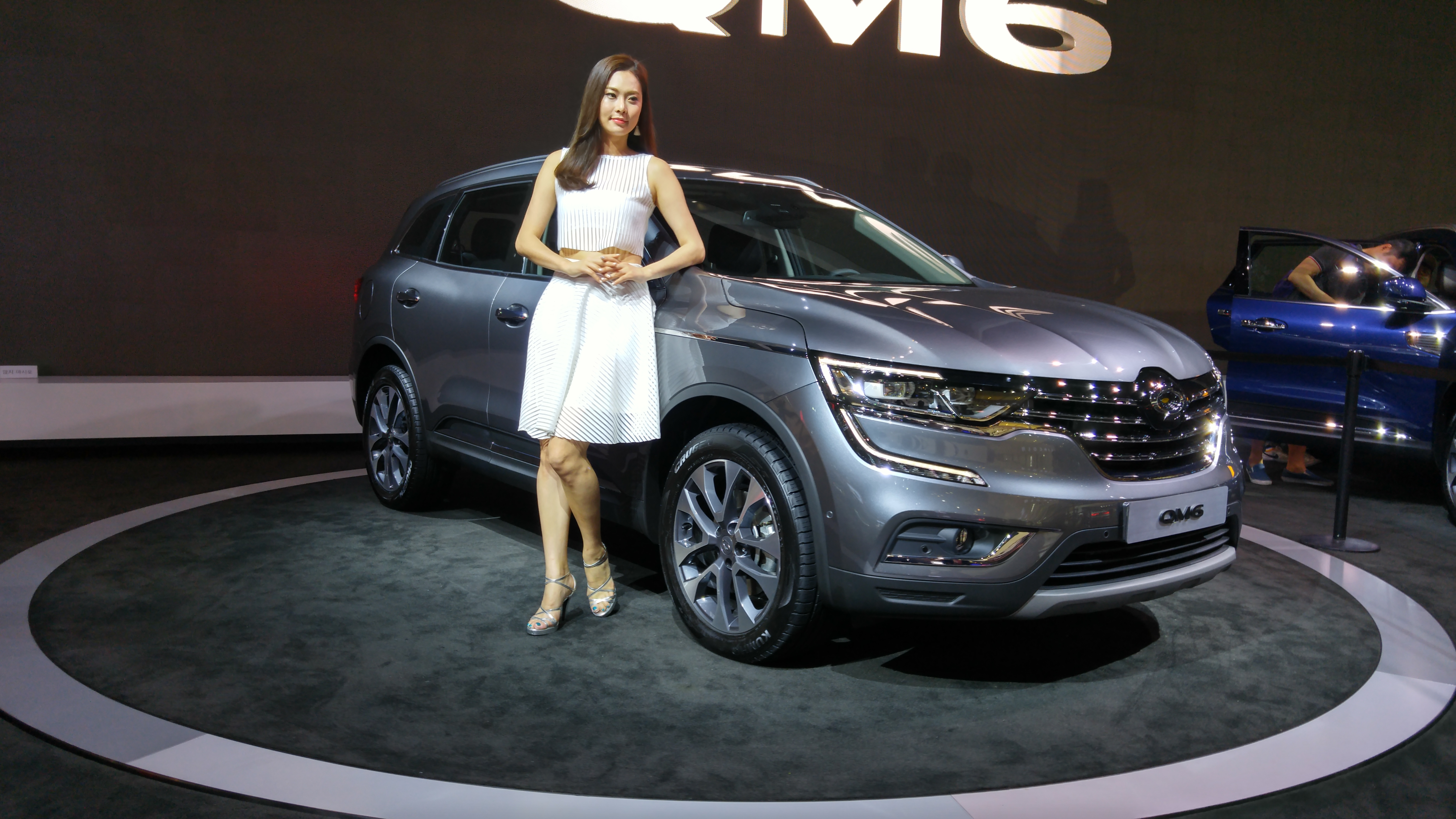
QM6

主にセダン系に採用される「S」は「Samusung」もしくは「Sedan」、SUV系に採用される「Q」は追求を意味する「Quest」、「M」はドライブを意味する「Motoring」、末尾の数字はそれぞれの車格を意味する。
☆は生産と販売、★は販売のみ。
- ルノーコリア・SM6（ルノー・SM6）：ルノーサムスン（当時）が初めて主導開発した中型車。海外向けであるルノー・タリスマン[注釈 6]は兄弟車。国民車として成長した功績を重んじ、ルノーコリアに社名変更後もルノーコリアブランドのまま販売されている。☆
- ルノー・QM6（旧・ルノーコリア・QM6）[35]：T32型日産エクストレイルをベースに開発されたSUV。海外向けは過去、ルノー・コレオスにリバッジされて輸出されていた）☆
- ルノー・アルカナ（旧・ルノーコリア・XM3）：クーペSUV。ハイブリッドの設定もある。海外向けもアルカナの名で輸出される（同時に、2024年現在日本に輸出され、ルノー・ジャポンで正規輸入販売される唯一のルノーコリア製車種でもある）。☆
- ルノー・グラン コレオス：中型SUV。ハイブリッドや4WDの設定もある。資本提携先である吉利汽車の「星越L」をベースに開発された。☆
- ルノー・セニック：ルノーコリアのラインナップで唯一のMPV。★

### 過去の生産・販売車種
- 三星 / ルノーサムスンブランド車

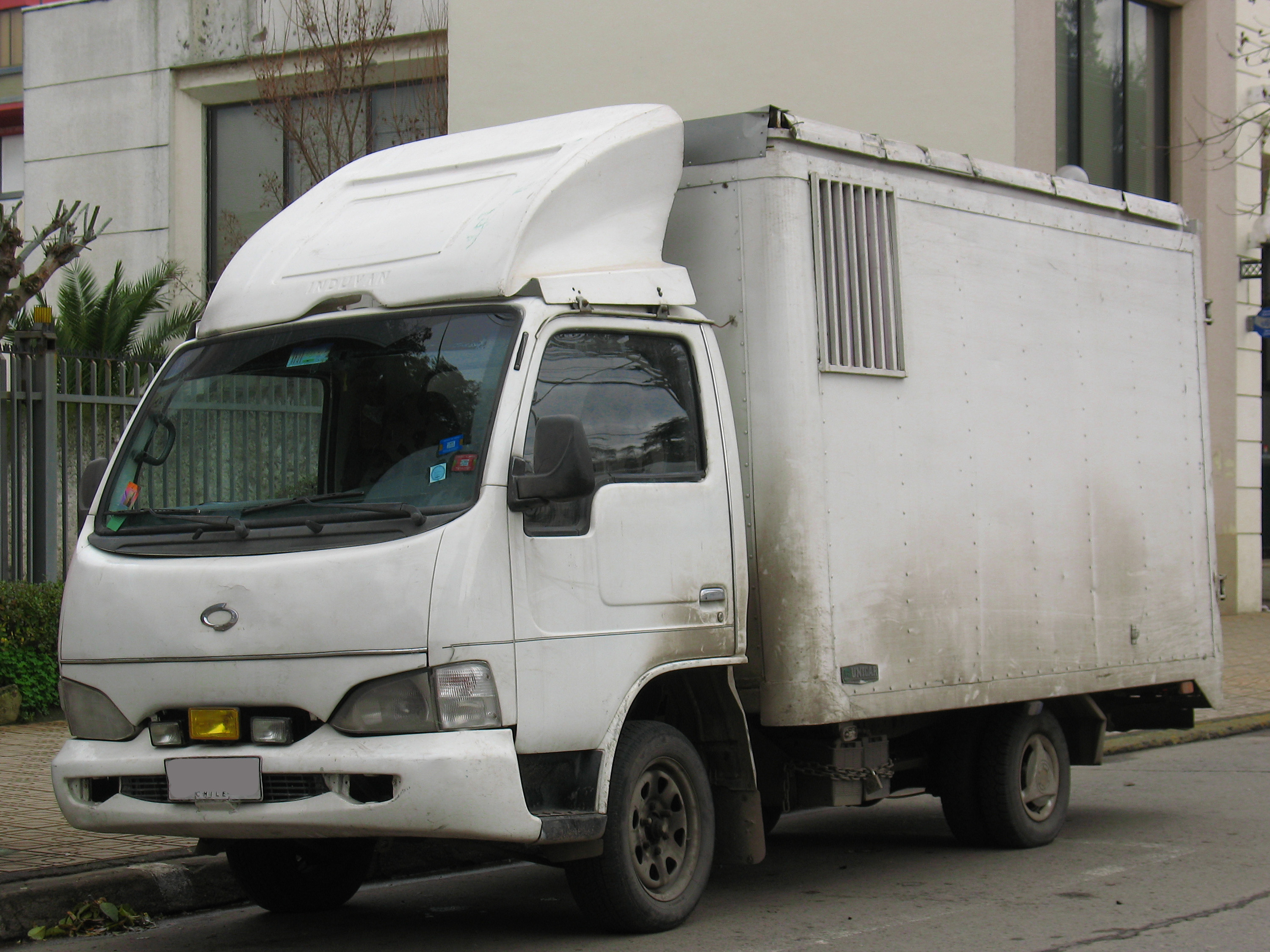
サムスン・ヤムジンSV110

  - SM7（初代・EX2型）：J31型日産ティアナがベース
  - SM7（2代目・L47型）：J32型日産ティアナをベースにオリジナルの内外装を施した準大型車。中国市場へはルノー・タリスマンにリバッジされて輸出されていた。☆
  - SM5/SQ5（初代・KPQ型）：A32型日産・セフィーロ（マキシマ）がベース
  - SM5（2代目・EX1型）：J31型日産ティアナがベースだが、搭載されるエンジンは4気筒となる。海外向けはルノー・サフランにリバッジされて輸出された。
  - SM5（3代目・L43型）：3代目ルノー・ラグナ（一部、J32型日産ティアナ）がベースの中型車。海外向けはルノー・ラティテュード/ルノー・サフランにリバッジされて輸出された。同社のラインナップ中で最初に登場した車種。☆
  - QM5：T31型エクストレイルならびにJ10型日産・デュアリスをベースに神奈川県厚木市にある日産テクニカルセンターにて新規開発。最終型以外は4WDもあった。
  - SM3/SM3 CE（初代・N17型）：G10型日産ブルーバードシルフィがベース。海外向けは日産・アルメーラクラシックなどにリバッジされて輸出された。
  - ルノー・スカラ：G10型日産ブルーバードシルフィがベース（輸出専用）。
  - SM3（2代目・L38型）：ルノー・メガーヌがベースの準中型車。尚、オヤック・ルノーと釜山工場にて生産・輸出されるルノー・フルエンスはSM3をベースとした兄弟車。☆
  - SM3 Z.E.：2代目SM3をベースとした韓国準中型車唯一のEV。ルノー・フルエンスZ.E.とは兄弟車の関係にあった。☆
  - QM3：日産・ジュークをベースとした小型SUV。今までのラインナップ中、最小車種であり、輸入モデル（スペイン製）である。欧州/日本、中国等ではルノー・キャプチャーの名で販売された。
  - XM3
- サムスンブランド商用車
  - サムスン・ヤムジン/ヤムジンSV110：アトラスがベース
  - サムスン・ビッグサム：日産ディーゼル（：現UDトラックス）・ビッグサムがベース
- ルノーブランド車
  - ルノー・クリオ（輸入モデル。ルノーブランドのまま、販売。1.5 L・dCiの「ZEN」「INTENS」のみ。）★
  - ルノー・キャプチャー（＝르노 캡처）：日産・ジュークをベースとした小型SUV。先代はルノーサムスン・QM3として自社ブランドで販売していた。輸入モデル（スペイン製）。★
  - ルノー・トゥイジ―（＝르노 트위지）：ルノーブランドのまま販売。☆　2019年9月までは輸入モデルだったが、同年10月から釜山工場で生産。生産のみならず欧州圏にも輸出しており、日産・ニューモビリティコンセプトとは兄弟車の関係にある。　
  - ルノー・ゾエ（＝르노 조에）：小型EV。輸入モデル。ルノーブランドのまま販売。韓国日産の正規輸入販売終了に伴い、そちらで販売されていた日産・リーフの後継として導入された。★
  - ルノー・マスター（＝르노 마스터）：輸入モデル。バン/バスの2種。韓国国内においてはヒュンダイ・ソラチのライバル）★
- 日産ブランド車
  - 日産・ローグ（輸出専用、詳細は上記「海外への輸出」の項を参照）

## 販売台数
2009年の販売台数は189,813台で前年比3.7%の減少となった。世界経済の低迷によって新車需要が伸び悩んだためである。
輸出では、2010年第1四半期に過去最高となる2万2,408台を出荷。2前年比171.5%の増加で2009年の輸出台数の40%に匹敵する。ルノーサムスンは「海外市場において日産とルノーブランドで我々の車を売ることは販売に寄与している。しかし、ルノーサムスン製車種の注文が増加しているという事実は我が社が高品質の車によって顧客の信用を獲得している表れである」という声明を出している。上述にもあるように2010年はルノーサムスン史上初めて年間輸出台数が10万台を突破。2000年の同台数の500倍以上の成長率を記録している。
2011年の輸出分を含めた販売台数は11万8135台となっており、2010年の16万1917台から約27%と大幅に落ち込んだ。原因の一つに、東日本大震災によって日産自動車いわき工場が甚大な被害を受けたことにより、同工場で生産されるVQエンジンやジヤトコで生産されるトランスミッションの納入が遅れたことが挙げられる。
2012年6月の月間販売台数は4.008台で（前年同月比58%減）、4位の双竜自動車の4.033台に負け、会社創立以来の業界最下位となった。これはSM7の販売低調とキア・フォルテの後継として9月に発売予定のK3に対する期待で同クラスの準中型車・SM3の買い控えが起きてしまったためである。これ以降、双竜とは4位・5位の座が度々入れ替わるようになる。
2013年1月の販売台数は3,850台と創立以来の最低台数をマーク。これは同月のBMWの韓国における全販売台数（3,600台）に近い。
2014年12月の国内販売台数は10,363台を記録。月間販売台数が1万台を超えたのは2011年9月以来のことである。尚、2014年の累計販売（生産）台数は国内向けが80,003台、輸出向けが89,851台の計169,854台となり、前年比29.6%プラスとなった。この背景にはQM3の計画販売台数（8,000台/年）の2倍を超える18,191台という好調な販売と、日産ローグの好調な生産状況が大きく影響している。
2015年の生産販売台数は229,082台で、うち輸出向けは日産ローグの人気好調により、昨年比65.9%増の149,065台と社史最高の台数となった。
2016年は韓国国内で111,101台、輸出146,244台の計257,345台を生産・販売。これは2010年の271,479台に続く歴代2位の記録である。
国内販売については前年比38.8％増で、新型車のSM6やQM6が牽引する格好となった。また、輸出についても過去最高だった前年の149,065台に次ぐ歴代2位をマークした。
2017年は韓国国内で100,537台、輸出176,271台の計276,808台を生産・販売。国内販売は韓国5社中最下位だったが、韓国5社中で唯一、輸出台数が昨年比でプラスであると同時に、輸出台数は社史最高を記録。